# René Louis Baire

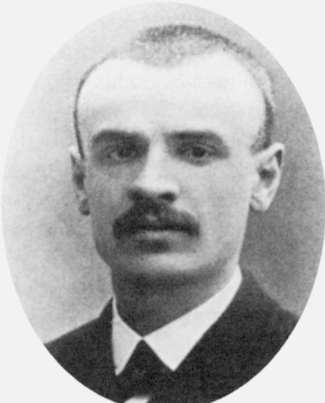
René-Louis Baire (um 1900)

René Louis Baire (* 21. Januar 1874 in Paris; † 5. Juli 1932 in Chambéry) war ein französischer Mathematiker. Baire gilt als einer der Begründer der modernen Theorie reeller Funktionen. Insbesondere ist er dabei für den Kategoriensatz von Baire bekannt.

## Leben
Baire war der Sohn eines wenig bemittelten Schneiders. Er war ein ausgezeichneter Schüler und konnte dank Stipendien das Lycée Lakanal und das Lycée Henri IV. besuchen und zeichnete sich bei den landesweiten Prüfungen für die Eliteschulen (Concours général) aus. Er studierte ab 1892 an der École normale supérieure, wobei er unter anderem Mathematik bei Henri Poincaré (dem er bei der Herausgabe seiner Thermodynamik-Vorlesungen assistierte), Charles Hermite und Émile Picard hörte und 1894 das Lizenziat in Mathematik und Physik erhielt, und wurde danach Gymnasiallehrer in Troyes und ab 1896 in Bar-le-Duc (wo er fast ein Jahr wegen seines Gesundheitszustands unterbrechen musste). Daneben arbeitete er an seiner Dissertation über unstetige Funktionen und erhielt ein Stipendium zu einem Italien-Aufenthalt bei Vito Volterra. 1899 promovierte er sich in Paris (zu den Prüfern zählten Gaston Darboux, Paul Appell und Émile Picard) und wurde 1901 Professor (Maître de conférences) in Montpellier, hielt 1904 die Peccot-Vorlesungen am Collège de France und war ab 1905 an der Universität (Faculté des Sciences) Dijon (Chargé de cours), wo er 1907 Professor wurde. Baire war seit seiner Jugend krank und musste schließlich seinen Beruf (sowohl Forschung als auch Lehre) aufgeben. Neben Problemen mit der Speiseröhre hatte er psychische bzw. psychosomatische Probleme (Depressionen, Agoraphobie), die zeitweise die für die wissenschaftliche Arbeit nötige Konzentration verhinderten. 1914 ging er nach Alèsia und danach nach Lausanne zur Kur und musste den Ersten Weltkrieg dort verbringen. Er machte dort im Ersten Weltkrieg finanziell schwierige Zeiten durch. In den 1920er Jahren kamen zwar Ehrungen auf ihn zu (er erhielt 1919 den Prix Gegner der Académie des sciences, wurde Ritter der Ehrenlegion und 1922 korrespondierendes Mitglied der Académie des sciences), aber nicht die erhoffte Professur in Paris. 1925 ging er als Professor in Dijon in den Ruhestand und erhielt eine Pension, die aber in den Inflationsjahren rasch zerfiel. Ein Brief an seinen Bruder Georges vom 24. Juni 1932, in dem er ihm von seinem schlechten Gesundheitszustand und seiner Depression schrieb (er konnte nach eigenen Worten kaum etwas zu sich nehmen und glaubte außerdem, an einer Gehirnhautentzündung zu leiden), alarmierte die Familie und sein Bruder schickte seine Ehefrau nach Chambery, um nach ihm zu sehen. Sie ließ einen Arzt kommen, der aber meinte, ihm fehle nichts Ernstes beziehungsweise seine Leiden wären psychosomatischer Natur. Kurz vor seinem Tod wurde er in eine psychiatrische Klinik in Chambéry-Basson eingewiesen, wo er bald darauf am 5. Juli starb.
Baire sah sich von seinen Zeitgenossen nur unzureichend gewürdigt und in Konkurrenz zu Henri Lebesgue, der, obwohl jünger, Karriere machte. Die Zurücksetzung, die er empfand, war ein Grund für seine Depressionen. Er stand ab 1898 mit Émile Borel in Briefwechsel und mit Charles-Jean de La Vallée Poussin, mit dem er sich aber später zerstritt. De La Vallée Poussin machte aber die Ideen Baires in seinem Analysis-Kurs weiteren Kreisen bekannt.
Wie Borel und Lebesgue war er ein Anhänger der Cantor’schen Mengenlehre in Frankreich, die er konsequent in seinen Arbeiten verwendete.
Zu seinen Studenten zählte Arnaud Denjoy.

## Schriften
- Sur les fonctions de variable réelles, Dissertation 1899, erschienen in Mailand 1899, Archive.
- Théorie des nombres irrationels, des limites et de la continuité, 1905, 1912, 1920.
- Leçons sur les théories générales de l'analyse, 2 Bände, 1907, 1908.
- Leçons sur la théorie des fonctions discontinues, Paris, 1905, 1930 (Herausgeber Arnaud Denjoy).
- Sur la représentation des fonctions discontinues, Acta mathematica, Band 30, 1906, S. 1–48, Band 32, 1909, S. 97–179.